# Jean Harbor
Jean Harbor (ur. 19 września 1965 w Lagos) – piłkarz, były reprezentant USA grający na pozycji napastnika.

## Kariera klubowa
Jean Harbor piłkarską karierę rozpoczął w nigeryjskich klubach Nepa F.C. i Enugu Rangers. W 1988 roku został zawodnikiem występującego w American Professional Soccer League klubu Washington Diplomats. W latach 1990–1991 był zawodnikiem Maryland Bays. Z Bays zdobył mistrzostwo APSL w 1990. W 1994 występował w Montreal Impact, z którym zdobył mistrzostwo APSL w 1994.
W 1996 roku został zawodnikiem występującego w nowo utworzonej Major League Soccer klubu Colorado Rapids i grał w nim przez dwa sezony. Ogółem w MLS wystąpił w 29 meczach, w których strzelił 11 bramek. Ostatnie dwa lata kariery spędził w klubach futsalowych.

## Kariera reprezentacyjna
Jean Harbor występował w reprezentacji Stanów Zjednoczonych, w której zadebiutował 9 października 1992 w meczu z Kanadą.
W tym samym roku wystąpił w pierwszej edycji Pucharu Konfederacji, który nosił wówczas nazwę Pucharu Króla Fahda. W tym turnieju wystąpił w meczu półfinałowym z Arabią Saudyjską. Ostatni raz w reprezentacji wystąpił 16 października 1996 w meczu z Peru. Ogółem w latach 1992-1996 rozegrał w reprezentacji USA rozegrał 15 spotkań.